# Schloss Thann (Bechhofen)
Das Schloss Thann ist ein abgegangenes, aus einer Motte hervorgegangenes Schloss am südlichen Rand des Gemeindeteils Thann der Gemeinde Bechhofen im Landkreis Ansbach in Mittelfranken, Bayern.

## Geschichte
Die Motte war Sitz des zwischen 1087 und 1514 nachgewiesenen, lokalen Niederadelsgeschlechts der Herren von Thann. 1514 wurde die Burg an das Geschlecht Künsberg verkauft. Diese veräußerten es 1565 an die Herren von Crailsheim. Wann das Schloss neben der Motte errichtet wurde, ist nicht bekannt. Im 17. Jahrhundert war es nicht mehr bewohnt und wurde 1747 renoviert. Die Schlossgebäude wurden 1829 abgerissen. 1865 wurde auch noch der erhalten gebliebene Torbogen beseitigt.

## Beschreibung
Von der Burg zeugt heute nur noch ein rechteckiger Turmhügel von ca. 38 × 33 m Größe, der durch angrenzende Bebauung gestört ist. Wohl zur Vorburg bzw. dem ehemaligen Schloss der Herren von Crailsheim gehört ein teilweise aus Fachwerk errichtetes, zweigeschossiges Gebäude, das Überbleibsel einer Vierflügelanlage.